# Michele Galdieri
Michele Galdieri, född 18 november 1902 i Neapel, död 30 november 1965 på samma ort, var en italiensk revyförfattare som huvudsakligen skrev manus för teater och filmer samt sångtexter.
Galdieri var son till skriftställaren Rocco Galdieri och Maria Cozzolino. Efter sin skolgång studerade han först medicin, efter faderns död 1923 bytte han till rättsvetenskap och sedan humaniora men tog aldrig universitetsexamen i något ämne. Eugenio Aulicino, impressario för Teatro Nuovo i Neapel övertalade 1924 Galdieri att ta en paus i studierna för att omarbeta en av sin fars gamla revyer till en ny version för Aulicinos teatersällskap Compagnia Molinari. Efter detta uppdrag återupptog Galdieri inte sina studier. Han grundade 1927, mest som ett experiment, ett kooperativt teatersällskap tillsammans med Eduardo De Filippo och dennes syskon. Samarbetet resulterade i viss framgång och 1928 blev Galdieri inbjuden till Rom av ett annat teatersällskap för vilket han skrev pjäsen L'occhio del mondo.
Efter några framgångsrika år inledde Galdieri ett samarbete med filmregissören Mario Bonnard och levererade snabbt såväl uppslag som färdigt manus till två av dennes filmer, Cinque a zero och Tre uomini in frak, av vilka den senare blev en stor succé och även lanserades internationellt. Framgången gjorde att Galdieri fick nya förfrågningar om manus av andra regissörer och skrev åren 1933-40 manus till sammanlagt sju filmer. Efter Marcello Albanis Boccaccio upphörde efterfrågan för många år framöver, främst för att det var nästan omöjligt att få tag på film till filmkameror i Italien under krigsåren för något annat syfte än framställning av propaganda. Galdieri återkom till filmens värld först 1947.
Galdieri experimenterade från början av 1930-talet på teaterscenen med en kombination av traditionell napolitansk revy, slapsticks och balett varvad med politisk satir över dagsaktuella ämnen. Det sistnämnda ledde så småningom till att han fick problem med fascistregimen som 1937 tvingade honom att byta namn på en av de revyer han tänkt sätta upp på Quattro Fontane-teatern i Rom, eftersom själva namnet i kombination med innehållet kunde tolkas som kritik av Mussolini. Samma sak upprepades 1944 då Galdieri presenterade en ny revy vars namn av censuren misstänktes antyda att det satirirska innehållet var riktat mot de tyska trupperna i Rom.
Galdieri började tidigt även skriva sångtexter till att börja med för de musikstycken som framfördes i hans revyer av dåtida revystjärnor som Tecla Scarano, Delia Lodi och Tina Pica, senare även till filmer. Många av låtarna kom sedermera att spelas in av artister som Alida Valli, Ferruccio Tagliavini och Miranda Martino. På den vägen kom Galdieri även in i radions värld och skrev på 1950-talet manus och sångtexter till flera radioprogram. Han accepterade 1965 erbjudandet att medverka i en TV-serie om Neapel och napolitansk musik men avled hastigt i samband med inspelningen av programmets första avsnitt 30 november.

## Familj
Michele Galdieri var gift med Teresa Longo, dotter till pianisten och kompositören Alessandro Longo. Deras enda barn, arkitekten Eugenio Galdieri (1925-2010) blev främst känd för sitt arbete inom ICCROM.